# Шумей Юрій
Ю́рій Миха́йлович Шуме́й (псевдо: «Хмель») (1 березня 1914, с. Ріпне Рожнятівського р-ну Івано-Франківської обл. — †1992, там же) — командир сотні УПА «Загроза», що входила до куреня «Промінь» ТВ-23 «Магура» ВО-4 «Говерла» УПА-Захід.

## Життєпис
Народився 1 березня 1914 року в с. Ріпне Долинського повіту Королівства Галичини та Володимирії (тепер Рожнятівського району Івано-Франківської області) в селянській родині Михайла Шумея і Анни з дому Михайлів. Тут закінчив школу, тут працював у господарстві батьків і помічником бурового майстра на нафтопромислі. У 1935 р. призваний до Війська Польського, закінчив школу підхорунжих. У 1937 році демобілізований у званні капрала, повернувся до рідного села, працював буровим майстром. У 1939 році знову мобілізований до Війська Польського, потрапив у німецький полон, після звільнення повернувся додому. З 1941 до 1944 року знову працює на нафтопромислі.
У березні 1944 р. приєднався до повстанських відділів інструктором-вишкільником Старшинської Школи «Олені» й одночасно ройовим військово-польової жандармерії. У липні 1944 р. призначений організувати сотню «Загроза». Наприкінці літа передав організовану і вишколену сотню «Заморському» (Роман Панчук), а сам переведений у теренову мережу, повернувся на роботу в рідне село на нафтопромисел.
Затриманий НКДБ 27 вересня 1944 р., а 18 січня 1945 року Військовим трибуналом військ НКВС Станіславської області засуджений до 15 років ВТТ і 5 років позбавлення прав з конфіскацією майна.
Звільнений з ВТТ 5 жовтня 1955 р. Пізніше повернувся до рідного села, де й помер.